# Isabella Kopecny
Isabella Kopecny (ur. 12 maja 1992) – australijska judoczka.
Uczestniczka mistrzostw świata w 2013. Startowała w Pucharze Świata w 2011 i 2012. Wygrała mistrzostwa Oceanii w 2010 i 2011. Mistrzyni Australii w 2010, 2013 i 2015 roku.